# Sergiu al II-lea de Amalfi
Sergiu al II-lea a fost patrikios și Duce de Amalfi.
Sergiu a fost fiul și succesorul lui Ioan I, alături de care a co-guvernat până la moartea acestuia, în anul 1007.
La rândul său, Sergiu l-a numit pe fiul său mai mare, Ioan al II-lea în poziția de co-duce, însă amândoi au fost depuși în 1028 de către soția sa, Maria și de cel de al doilea fiu, Manso al II-lea. Sergiu și Ioan s-au refugiat la Constantinopol, de unde nu s-au mai întors niciodată. Ca urmare, data morții sale nu este cunoscută.
Soția sa, Maria era sora principelui Pandulf al IV-lea de Capua. Pe lângă Ioan și Manso, Sergiu al II-lea a mai avut o fiică, despre care Amato de Montecassino scria: "fiica patricianului de Amalfi, care era nepoata de soră a lui Pandulf, dat fiind că soția patricianului era sora lui Pandulf", și care s-a căsătorit cu normandul Rainulf Drengot.